# Льюис, Дариус
Дариус Льюис (англ. Darius Lewis; 11 октября 1999 года, Порт-Сент-Луси, США) — американский и тринидадский футболист, нападающий.

## Карьера
Воспитанник клуба "Филадельфия Юнион". Начинал свою карьеру в юношеской команде этого клуба. Зимой 2019 года Льюис решил попробовать свои силы в Европе. Он перебрался в фарерский "КИ Клаксвик". В дебютном сезоне форвард помог коллективу стать чемпионом.

## Сборная
Имея тринидадские корни, Льюис согласился выступать за сборную Тринидада и Тобаго. В ноябре 2019 года он вместе с вратарем Никласом Френдерупом и полузащитником Мэттью Ву Лингом дебютировал за национальную команду в товарищеской игре против сборной Ангильи, закончившейся победой тринидадцев с рекордным для себя счетом 15:0. В историческом поединке форвард вышел на замену на 62-й минуте вместо своего однофамильца Натана Льюиса и за оставшееся время оформил дубль.

## Достижения
- Чемпион Фарерских островов (1): 2019.